# Жуэ-ле-Тур
Жуэ-ле-Тур (фр. Joué-lès-Tours) — коммуна во Франции, находится в регионе Центр. Департамент коммуны — Эндр и Луара. Входит в состав кантонов Северный Жуэ-ле-Тур и Южный Жуэ-ле-Тур. Округ коммуны — Тур.
Код INSEE коммуны 37122.
Коммуна расположена приблизительно в 210 км к юго-западу от Парижа, в 115 км юго-западнее Орлеана, в 6 км к юго-западу от Тура.

## Население
Население коммуны на 2008 год составляло 35 839 человек.
| 1962 | 1968   | 1975   | 1982   | 1990   | 1999   | 2006   | 2008   |
| ---- | ------ | ------ | ------ | ------ | ------ | ------ | ------ |
| 9074 | 17 826 | 27 450 | 34 704 | 36 798 | 36 517 | 36 233 | 35 839 |

## Экономика
В 2007 году среди 23 621 человек в трудоспособном возрасте (15-64 лет) 16805 были экономически активными, 6816 — неактивными (показатель активности — 71,1 %, в 1999 году было 68,2 %). Из 16 805 активных работали 14 776 человек (7595 мужчин и 7181 женщина), безработных было 2029 (883 мужчины и 1146 женщин). Среди 6816 неактивных 2763 человека были учениками или студентами, 2261 — пенсионерами, 1792 были неактивными по другим причинам.

## Города-побратимы
- Хехинген (Германия, с 1973)
- Килмарнок (Шотландия, с 1989)
- Санта-Мария-да-Фейра (Португалия, с 1989)
- Читта-ди-Кастелло (Италия, с 1991)
- Огре (Латвия, с 2005)

## Известные представители
- Амель Бент — французская певица алжирского происхождения.
- Стефан Дальма — действующий французский футболист. Полузащитник ФК Сошо.

## Фотогалерея
- Вокзал
- Карта коммуны